# Anabela Cossa
Pour les articles homonymes, voir Cossa.
Anabela Adriana Cossa, née le 7 avril 1986 à Maputo, est une joueuse mozambicaine de basket-ball évoluant au poste d'arrière.

## Carrière

### En club
Anabela Cossa remporte la Coupe d’Afrique des clubs champions féminins de basket-ball en 2007 et en 2008 avec le Desportivo de Maputo et en 2012 avec la Liga Muçulmana de Maputo.

### En sélection nationale
Elle est médaillée de bronze du Championnat d'Afrique des moins de 18 ans en 2004 et finaliste du Championnat d'Afrique des moins de 20 ans en 2006.
Elle participe aux compétitions internationales avec l'équipe du Mozambique de basket-ball féminin depuis 2005 ; elle est troisième du Championnat d'Afrique de basket-ball féminin 2005, quatrième du Championnat d'Afrique de basket-ball féminin 2007, sixième du Championnat d'Afrique de basket-ball féminin 2009, cinquième du Championnat d'Afrique de basket-ball féminin 2011, finaliste du Championnat d'Afrique de basket-ball féminin 2013, quatrième du Championnat d'Afrique féminin de basket-ball 2017, quatrième du Championnat d'Afrique féminin de basket-ball 2019 et cinquième du Championnat d'Afrique féminin de basket-ball 2021. Elle participe aussi au Championnat du monde de basket-ball féminin 2014, terminant à la quinzième place.